# Michael Wiedemann (Baumeister)

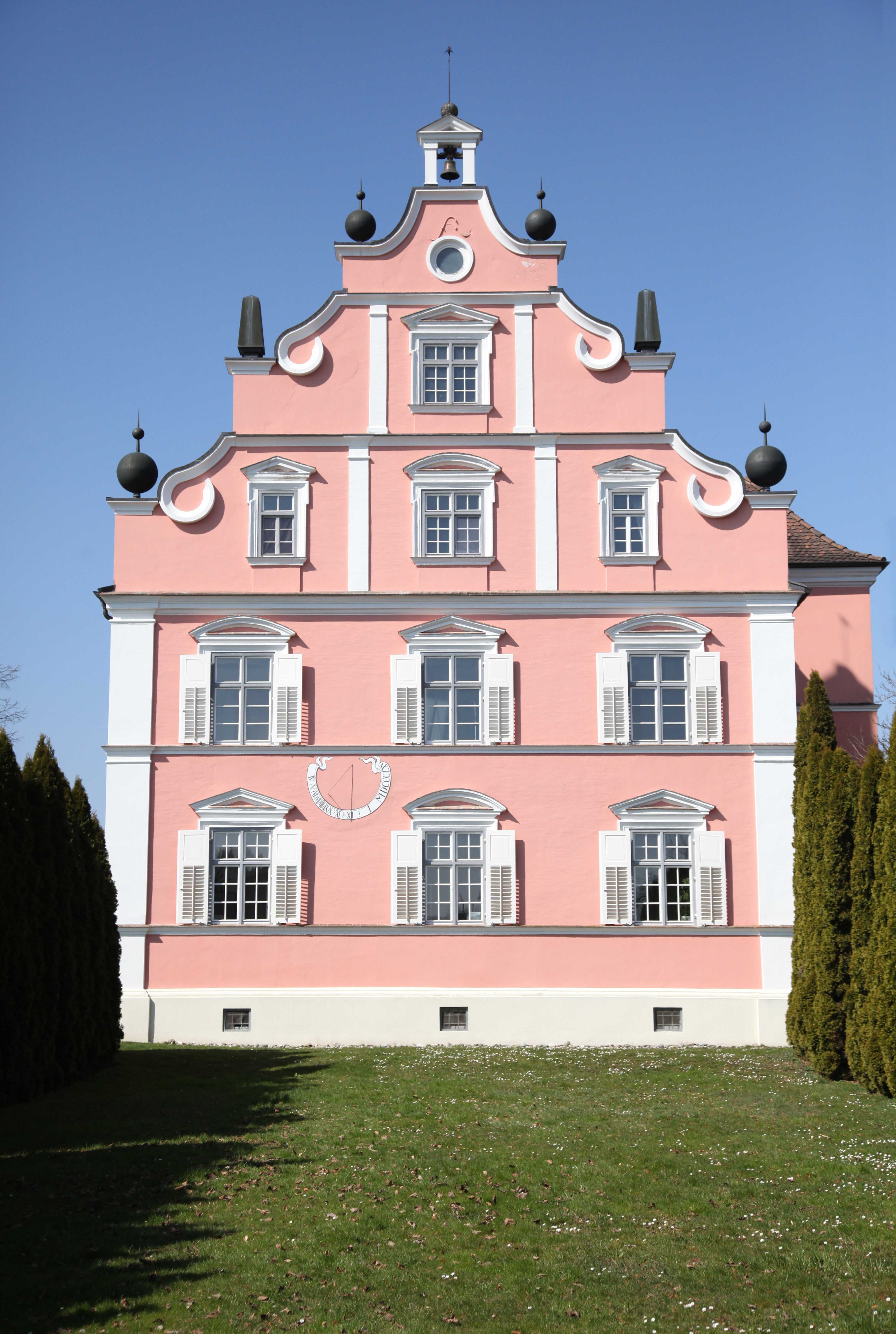
Schloss Freudental

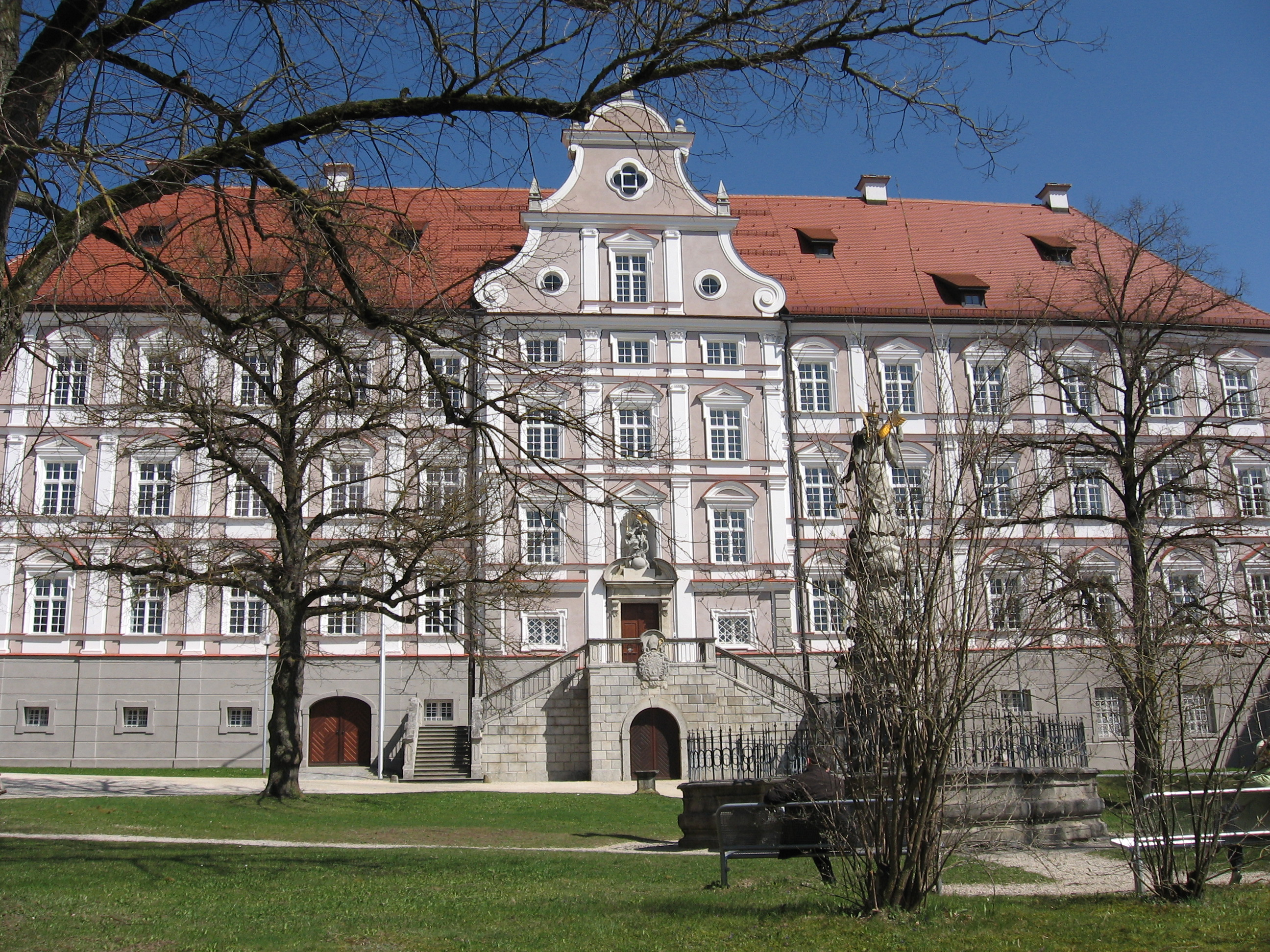
Konventgebäude der Abtei Neresheim

Michael Wiedemann (* 2. Oktober 1661  in Unterelchingen; † 16. Oktober 1703 ebenda) war ein Stuckateur und Baumeister des Barock.

## Leben
Er war ein Sohn des Maurers Johann Wiedemann († 1692) aus Unterelchingen. 1698 wurde Michael Wiedemann im Zusammenhang mit dem Neubau des Schlosses Freudental bei Allensbach am Bodensee zum ersten Mal in den Bauakten genannt. Der Generalakkord mit dem Bauherrn, Franz Dominik von Praßberg (1696–1709), Geheimrat, Oberhofmeister und Dompropst des Bischofs von Konstanz, wurde im Schloss Hegne am 12. Januar 1698 besiegelt. Etwa zeitgleich begann er im nahen Kloster Salem mit den Stuckateurarbeiten im Neubau des Franz Beer zusammen mit der Werkstatt des Johann Schmuzer. Er beschäftigte allein 17 Stuckateure, 1699 bereits 23 Stuckateure. Die Sakristei, der Bernhardusgang und das Sommerrefektorium, alles Räume der zweiten Bauetappe, sind Werke dieser Arbeitsgemeinschaft und waren wie Freudental um 1700 vollendet. Freudental kostete den Bauherrn 6000 Gulden. Eine Kleinmagd verdiente zu jener Zeit 3 Gulden im Jahr. 
Gleichzeitig waren seine Gesellen in Säckingen, im Kloster Ellwangen und im Kloster Neresheim beschäftigt. Hier erstellte er ab 1699, nun in Nachfolge des in Donauwörth, Obermedlingen und Neuburg an der Donau mit Kirchen- und Klosterbauten beschäftigten Valerian Brenner, den Konventsneubau. Neresheim ist das Hauptwerk von Michael Wiedemann. 1702 griffen die Kriegshandlungen des Spanischen Erbfolgekrieges auch auf das Klostergebiet über. West- und Südflügel waren bei Kriegsausbruch erstellt. Erst 1706 konnte weitergebaut werden. Inzwischen war aber Michael Wiedemann am 16. Oktober 1703 in Unterelchingen im Alter von erst 42 Jahren verstorben – vielleicht an den Folgen eines Unfalls. Aus seiner 1685 geschlossenen Ehe mit Magdalena Benz erreichten vier Kinder das Erwachsenenalter, darunter der Sohn (und Nachfolger) Johann Wiedemann (III.).